# Gastronomia de la Vall d'Albaida
La cuina de la Vall d'Albaida tracta sobre el menjar i les begudes típics de la gastronomia valldalbaidina.
La Vall d'Albaida – La Blanca en àrab - és una comarca d'interior que es conforma d'una vall allargada dominada per la petita conca que l'uneix amb la Costera a través de Xàtiva. La major part dels pobles es troben a les faldes de la muntanya i la presència de la serra de Mariola es fa notar en l'ús de les herbes típiques d'ella. Conjuga elements de cuina costanera com els arrossos amb la d'interior, com la pericana típica de Muro i Alcoi. Comparteix amb les altres comarques centrals una certa preponderància de dolços d'origen àrab.
A continuació es detallen els elements més destacables de la gastronomia d'aquesta comarca:

## Dolços
De destacar són els pastissets de moniato - típiques de les comarques centrals - i l'ou i la gema al fondant. Els pobles més significants pel que fa a la pastisseria són Albaida, Bocairent i Ontinyent.

## La coca
La recepta més típica per a la coca a la Vall és la de la coca de recapte amb pebrera i tomàquet, potser la coca més típica, ja que se'n pot trobar amb la mateixa recepta a la Ribagorça, la Noguera, l'Alcoià i Mallorca.
Igualment es fa coques de xulla, amb cansaladeria i pebrassos (bolets). Entre estes coques la més destacada és, segurament, la Coca de Fira, elaborada amb embotits d'Ontinyent, carxofes i pebrassos, principalment, al mes de Novembre per a la festivitat de la Fira d'Ontinyent.

## Arrossos
Els arrossos més típics de la vall són ben comuns a les comarques veïnes: l'arròs al forn, l'arròs caldós i la paella – aquesta darrera amb fesols i bajoques o faves i carxofa.

## Begudes típiques
- Timonet. És una infusió a base de la farigola que abunda a la muntanya veïna.
- Herbero de la Serra de Mariola. És un esperit a base d'herbes pròpies de la serra que la vall comparteix amb l'Alcoià. En aquest aspecte, Bocairent és l'únic poble productor que pertanya a la vall.[1]
- Vi negre i blanc provinent de Fontanars dels Alforins.[1]

## Ingredients bàsics
- Hortalisses i llegums de tota classe: tomàquet, pimentó (pebrot), carxofa, fava, bajoca, cigró, fesols, bleda, nap, col.
- Raïm i moniato[1]
- Bolets, anomenats en genaral pebrassos.